# Jörg Oberländer
Jörg Oberländer (* 30. September 1964) ist ein ehemaliger deutscher Fußballspieler.
Oberländer spielte in der Saison 1995/96 für KFC Uerdingen 05. Er absolvierte zwei Spiele in der Bundesliga. Unter Trainer Friedhelm Funkel debütierte der Mann aus der Bayer-Amateurmannschaft am 9. April 1996 beim Auswärtsspiel gegen Hansa Rostock in der Bundesliga. Uerdingen verlor das Spiel 0:1 und Oberländer wurde dabei vor Torhüter Alexander Bade und an der Seite von Mustafa Doğan, Helmut Rahner und Gerd Kühn als rechter Verteidiger eingesetzt. Am nächsten Spieltag, den 12. April, kam er bei der 1:2-Auswärtsniederlage bei 1860 München zu seinem zweiten und letzten Bundesligaeinsatz. Vor der Runde hatte Uerdingen die Neuzugänge Erik Meijer, Michael Lusch und Slatko Jankow verpflichtet, stieg aber als 18. in die 2. Fußball-Bundesliga ab.
Zum Beginn der fußballerischen Laufbahn wie auch zum Ende von Jörg Oberländer ist nichts bekannt.